# Borgou
Borgou ist ein Département Benins mit der Hauptstadt Parakou.

## Geographie
Das Departement liegt im Osten des Landes und grenzt im Norden an das Departement Alibori, im Süden an das Departement Collines, im Nordwesten an das Departement Atakora, im Westen an das Departement Donga und im Osten an Nigeria.

### Gliederung
Borgou ist in folgende Kommunen gegliedert
- Bembèrèkè
- Kalalè
- N’Dali
- Nikki
- Parakou
- Pèrèrè
- Sinendé
- Tchaourou

## Bevölkerung
Bei der letzten Volkszählung 2013 zählte das Departement 1.214.249 Einwohner.

### Bevölkerungsentwicklung
| Jahr        | Einwohnerzahl |
| ----------- | ------------- |
| Zensus 1979 | 277.591       |
| Zensus 1992 | 471.975       |
| Zensus 2002 | 724.171       |
| Zensus 2013 | 1.214.249     |

### Volksgruppen
Die größten Völker sind die Bariba mit 37,6 %, die Fulbe mit 20,0 %, die Gando mit 9,9 %, die Nagot mit 4,3 %, die Dendi mit 3,7 % und die Fon mit 3,0 % Anteil an der Gesamtbevölkerung.

### Religion
Rund zwei Drittel (genau 66,3 %) der Bewohner sind Anhänger des Islam. Ein Fünftel (19,7 %) bekennt sich zum Christentum (davon 77 % Katholiken und rund 7 % Methodisten). Der Rest gehört traditionellen Religionen an.

## Geschichte
1999 wurde der nördliche Teil als Departement Alibori abgetrennt.
Koordinaten: 9° 21′ N, 2° 37′ O